# Antanas Lingis
Antanas Lingis (* 26. Dezember 1905 in Kaunas; † 6. Juni 1941 in Vilnius) war ein litauischer Fußballspieler. Er war mit zwölf Länderspieltoren in 33 Spielen bis zum 17. November 2007  bester Torschütze der litauischen Nationalmannschaft, wurde dann von Tomas Danilevičius abgelöst.
Lingis debütierte für die litauischen Nationalmannschaft während des Baltic Cups 1928: Am 25. Juli 1928 gab es allerdings eine 0:3-Niederlage gegen Lettland. Sein erstes Länderspieltor erzielte er in seinem fünften Länderspieleinsatz, als gegen Estland 2:1 gewonnen wurde. Da er auch im kommenden Spiel, einem 3:3-Unentschieden gegen Lettland, traf, war er maßgeblich am ersten Gewinn des Baltenpokals durch sein Land beteiligt. Auch beim zweiten Erfolg seines Heimatlandes im Sommer 1935 schoss er in den beiden Spielen jeweils ein Tor.

## Erfolge
- Baltic Cup: 1930, 1935